# West Torrington
West Torrington est une paroisse civile et un village du Lincolnshire, en Angleterre.